# Georg Elwert
Georg Elwert (* 1. Juni 1947 in München; † 31. März 2005 in Berlin) war ein deutscher Ethnologe und Soziologe, der zu den führenden Vertretern der deutschen Entwicklungssoziologie zählte.

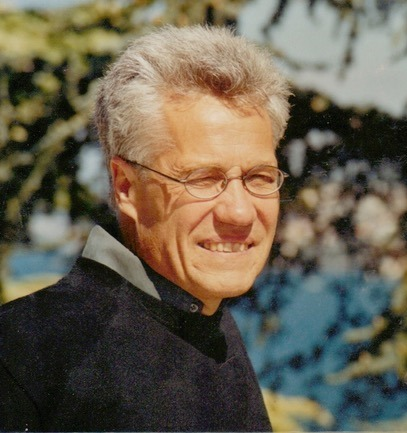
Georg Elwert, 2004

## Werdegang und Arbeitsschwerpunkte
Elwert studierte Ethnologie und Soziologie an der Universität Mainz und der Universität Heidelberg, wo er 1973 promoviert wurde. Von Beginn an verknüpfte er in der Tradition von Richard Thurnwald und Wilhelm Emil Mühlmann Soziologie mit Ethnologie. 1980 wurde er an der Universität Bielefeld habilitiert, lehrte dort als Privatdozent und danach an der École des Hautes Études en Sciences Sociales in Paris und an der Yale University in New Haven. Seit 1985 war er Professor für Ethnologie und Sozialanthropologie an der FU Berlin. Elwert wurde 2004 als assoziiertes Mitglied in die Académie des Sciences d’Outre-Mer in Paris aufgenommen.
Elwert kritisierte in seinen  Arbeiten zur Entwicklungszusammenarbeit den gängigen Verweis auf bloße kulturelle Unterschiede, der tieferliegende sozioökonomische und politische Ungleichheiten verschleiere. In späteren Arbeiten setzte er sich mit der Korruption in postkolonialen Staaten auseinander und entwickelte das Konzept des „Kommandostaates“. Aus seiner Beschäftigung mit Ethnizität und ethnischen Konflikten entwickelte sich die Analyse von gewalttätigen Konflikten zu einem breiten neuen Arbeitsfeld mit engen Bezügen zur Konfliktsoziologie, wobei er den Begriff Gewaltmärkte prägte. Elwert trug als Mitglied der Arbeitsgruppe Bielefelder Entwicklungssoziologen maßgeblich zum sogenannten Bielefelder Ansatz bei, der seinerzeit für die deutsche Entwicklungssoziologie richtungsweisend war. 1993 war Elwert Mitbegründer der Berlin-Brandenburgische Akademie der Wissenschaften, drei Jahre später wurde er Chefredakteur der renommierten Zeitschrift Sociologus.

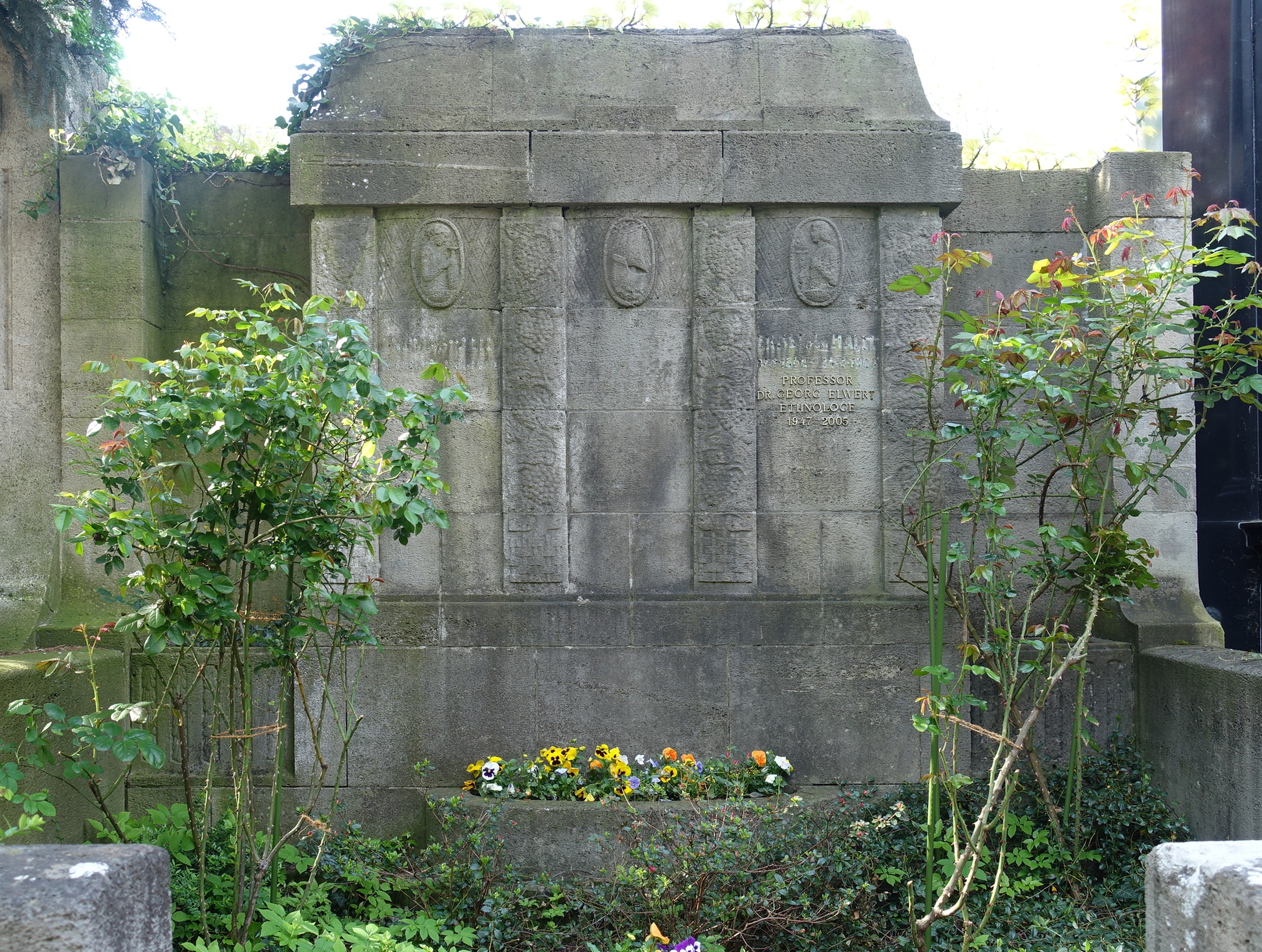
Grab

Sein Grab befindet sich auf dem Friedhof Grunewald.

## Schriften (Auswahl)
- Dissertationsschrift: Wirtschaft und Herrschaft von 'Dãxomε' (Dahomey) im 18. [achtzehnten] Jahrhundert. Ökonomie d. Sklavenraubs u. Gesellschaftsstruktur 1724–1818; verbunden mit Untersuchungen über Verwendung und Bestimmung der Begriffe Klasse, Macht und Religion in diesem Kontext. Renner, München 1973.
- Als Herausgeber mit Roland Fett: Afrika zwischen Subsistenzökonomie und Imperialismus. Campus, Frankfurt am Main 1982, ISBN 3-593-32842-9.
- Habilitationsschrift: Bauern und Staat in Westafrika. Die Verflechtung sozioökonomischer Sektoren am Beispiel Bénin. Campus, Frankfurt am Main 1983, ISBN 3-593-33206-X.
- Als Herausgeber: Im Lauf der Zeit. Ethnographische Studien zur gesellschaftlichen Konstruktion von Lebensaltern. Breitenbach, Saarbrücken; Fort Lauderdale 1990, ISBN 3-88156-469-1.
- Als Herausgeber: Dynamics of violence. Processes of escalation and de-escalation in violent group conflicts. Duncker und Humblot, Berlin 1999, ISBN 3-428-09957-5.
- Feldforschung. Orientierungswissen und kreuzperspektivische Analyse. Schiller, Berlin 2003, ISBN 3-89930-092-0.